# Jean Fouquet
Jean Fouquet (ur. ok. 1415–1420 w Tours, zm. przed 8 listopada 1481, prawdopodobnie tamże) – francuski malarz tablicowy, miniaturzysta i portrecista, nadworny malarz Karola VII i Ludwika XI. Uważany jest za najważniejszego malarza francuskiego XV wieku.

## Życiorys
O jego życiu wiadomo niewiele. Prawdopodobnie uczył się w paryskiej pracowni miniatorskiej, być może u Mistrza Bedforda. Między 1446 a 1448 przebywał we Włoszech, gdzie zetknął się z tamtejszą sztuką. W 1448 powrócił do Tours, gdzie się ożenił i począwszy od tego roku pracował dla Karola VII, a od 1461 dla jego następcy, Ludwika XI.

## Twórczość
Dziś znane są tylko dwa sygnowane przez niego dzieła: autoportret i iluminacje w Starożytnościach żydowskich, a pozostałe przypisywane mu są na podstawie podobieństw stylistycznych. W jego dorobku znajdują się obrazy tablicowe (portrety oraz obraz religijny – Pietà z Nouans-les-Fontaines, 1470-1480) i miniatury. Tworzył również na zamówienie dworu projekty nagrobków, witraży i dekoracji.
Pobyt we Włoszech zaznaczył się w twórczości Fouqueta. W jego dziełach, a zwłaszcza sposobie przedstawiania ludzkiej postaci i przestrzeni, wyraźne są wpływy włoskiego malarstwa wczesnego renesansu (Fra Angelico, Masolino, Paolo Uccello, Masaccio, Donatello, Jacopo Bellini). Widoczna jest również znajomość perspektywy linearnej (we Włoszech zapoznał się z jej teorią autorstwa Leona Albertiego). Fouquet wprowadził do malarstwa francuskiego elementy renesansowe. Korzystał również z dorobku artystów niderlandzkich.
Pierwszym z przypisywanych mu obrazów jest portret Gonelli, błazna dworu w Ferrarze (Muzeum Historii Sztuki w Wiedniu), datowany na podstawie badań dendrochronologicznych na ok. 1440. W Rzymie wykonał niezachowany portret Eugeniusza IV, wiszący niegdyś w kościele Santa Maria sopra Minerva. Około 1450-60 namalował kanclerza Guillaume’a Juvenala de Ursis. Stworzył także portret króla Karola VII, na którym władcę przedstawił bez upiększeń – ze zniszczoną skórą, podkrążonymi oczami i haczykowatym nosem. Datowanie tego dzieła jest sporne.
|                                                                     | |
| Dyptyk z Melun                                                      | |
| Étienne Chevalier ze św. Stefanem, ok. 1450, Gemäldegalerie, Berlin | Dziewica z Dzieciątkiem (Agnès Sorel?), ok. 1450, Koninklijk Museum voor Schone Kunsten, Antwerpia |

Fouquet jest autorem tzw. Dyptyku z Melun, wykonanego na zamówienie skarbnika i sekretarza Karola VII, Étienne’a Chevaliera. Przeznaczony był do zawieszenia nad grobem żony Chevaliera, Catherine Budé (zm. 1452). Obecnie obrazy są rozdzielone i znajdują się w różnych miejscach (w Berlinie i Antwerpii), ale najprawdopodobniej pierwotnie były ze sobą związane. Przypuszczenie takie oparte jest na relacji XVII-wiecznego historyka Denisa Godefroya, który ok. 1660 widział dyptyk na jego oryginalnym miejscu. Wedle jego opisu obie deski były rozdzielone medalionami, z których jeden obecnie identyfikuje się z medalionem z autoportretem Fouqueta, a drugi z medalionem ze sceną z Legendy św. Stefana (Schloss Köpenick, Berlin, zniszczony w 1945 r.).
Na jednym z tych obrazów przedstawiono samego zleceniodawcę stojącego obok swojego patrona – św. Stefana (odpowiednikiem francuskiego imienia Étienne jest bowiem Stefan lub Szczepan). Étienne, ubrany w gruby czerwony kaftan z futerkiem, ma ręce złożone w geście modlitewnym. Święty Stefan jedną rękę trzyma na ramieniu Chevaliera, a w drugiej ma Biblię z leżącym na niej kamieniem, który stanowi aluzję do męczeńskiej śmierci przez ukamienowanie; w taki bowiem sposób święty ten zginął. Z głowy świętego Stefana płynie krew. Tłem jest dekoracja architektoniczna, oparta na perspektywie. Druga część tego dyptyku to obraz Maryi z dzieciątkiem. Maryja otoczona jest przez czerwone i niebieskie cherubiny oraz serafiny, a jej wygląd ma charakter nadnaturalny, widoczny zwłaszcza w porównaniu do realistycznych przedstawień z sąsiadującego obrazu. Na podstawie przekazu Denisa Godefroya przedstawienie Maryi uważane jest za portret Agnès Sorel. Była ona kochanką króla Karola VII, ale także Étienne’a Chevaliera – późniejszego wykonawcy jej testamentu.
Bez wątpienia, ze względu na obecność podpisu, Fouquetowi można przypisać autorstwo 11 ostatnich miniatur w Starożytnościach żydowskich Józefa Flawiusza (ok. 1470-1476, Bibliothèque nationale, Paryż). Na podstawie podobieństw przypisano mu także inne iluminacje: w Godzinkach Étienne Chevalier (ok. 1450-58, niekompletne i rozproszone), Grandes chroniques des rois de France (1458, Bibliothèque National, Paryż), Przygodach szlachetnych mężów i niewiast Giovanniego Boccaccia (ok. 1459, Stara Pinakoteka, Monachium), Godzinkach z Nowego Jorku (ok. 1460-65, Pierpont Morgan Library) i Godzinkach z Malibu (ok. 1465-68, Getty Museum).
Prawdopodobnie Fouquet miał znaczący warsztat, który zapewne kontynuował działalność po jego śmierci do końca XV wieku. Swoją twórczością Fouquet wywarł wpływ na sztukę warsztatu Jeana Colombe’a z Bourges, szkoły Fontainebleau i Jeana Cloueta.

## Galeria

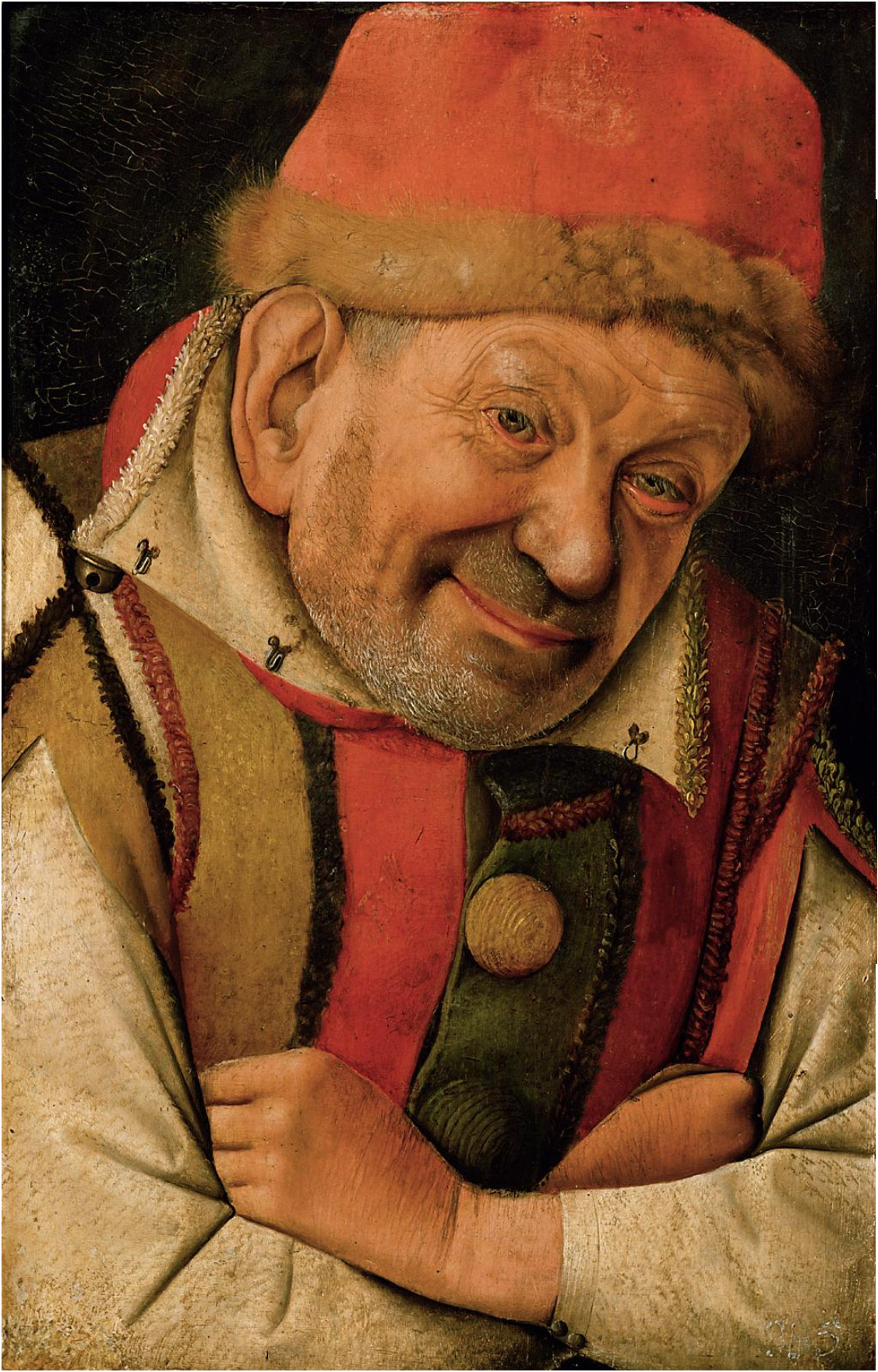
Portret Gonelli, błazna dworu w Ferrarze, ok. 1440, Muzeum Historii Sztuki w Wiedniu
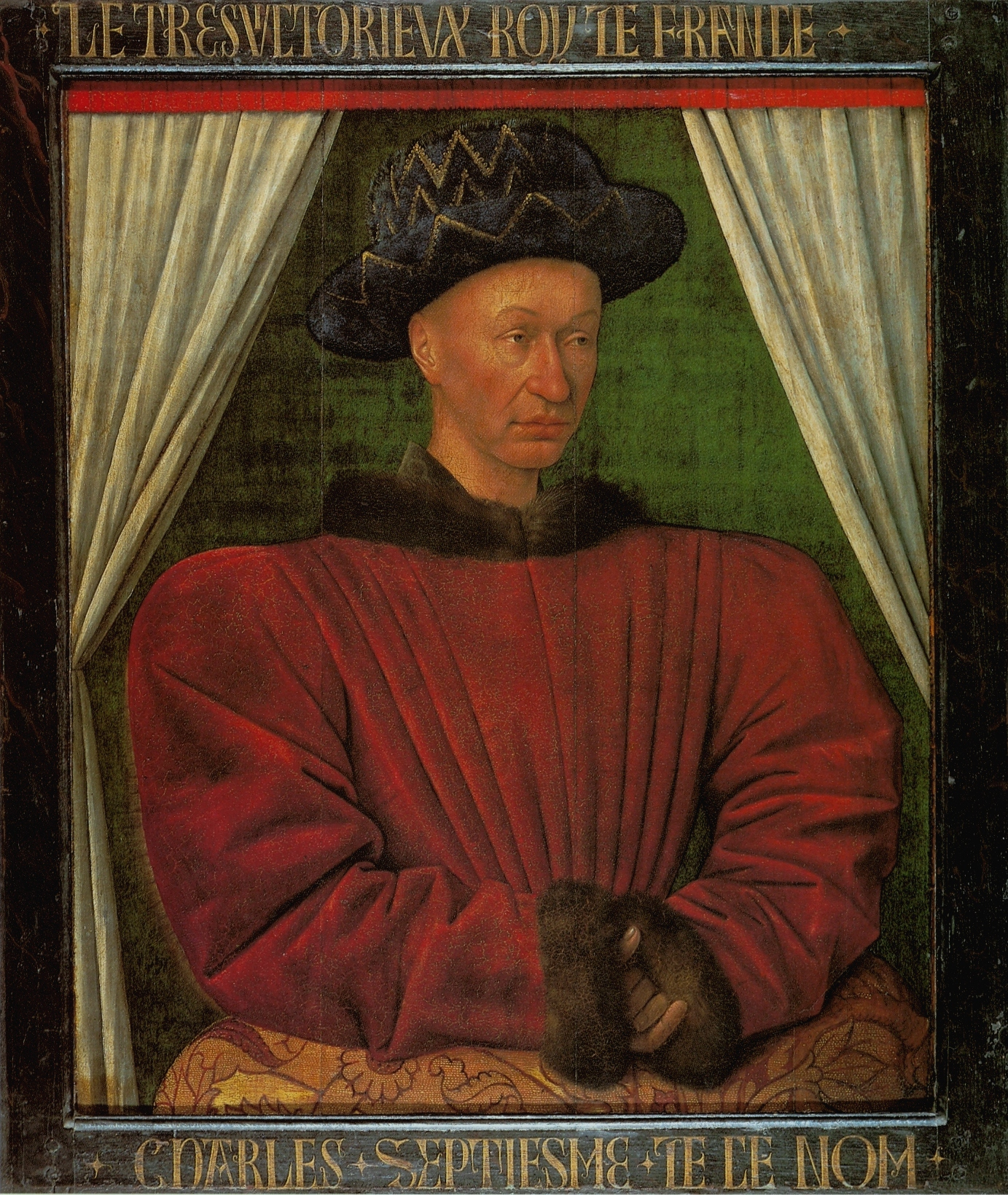
Portret Karola VII, ok. 1444-1451, Luwr
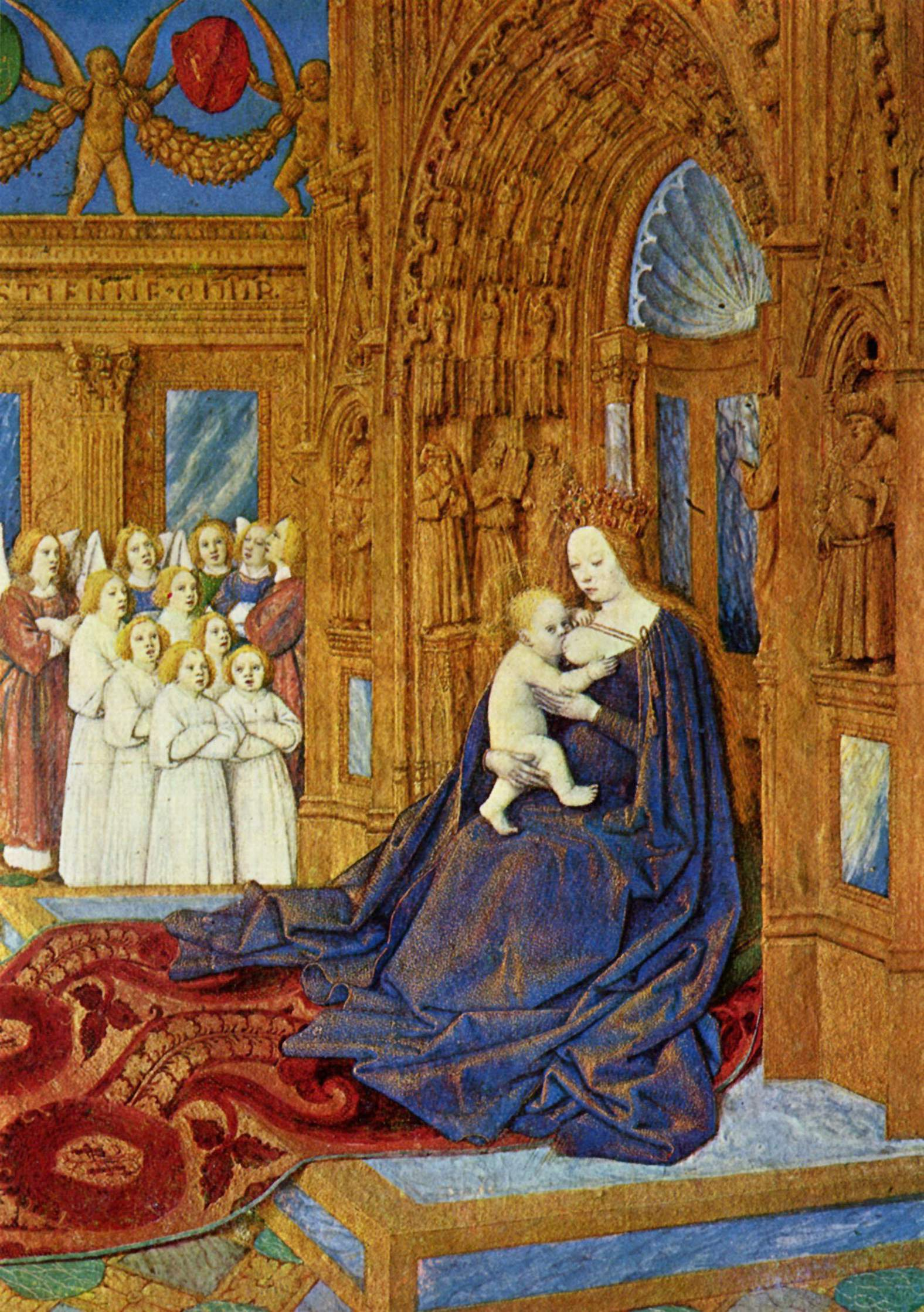
Miniatura z Madonną, Godzinki Étienne Chevalier, ok. 1450-58, Musée Condé, Chantilly
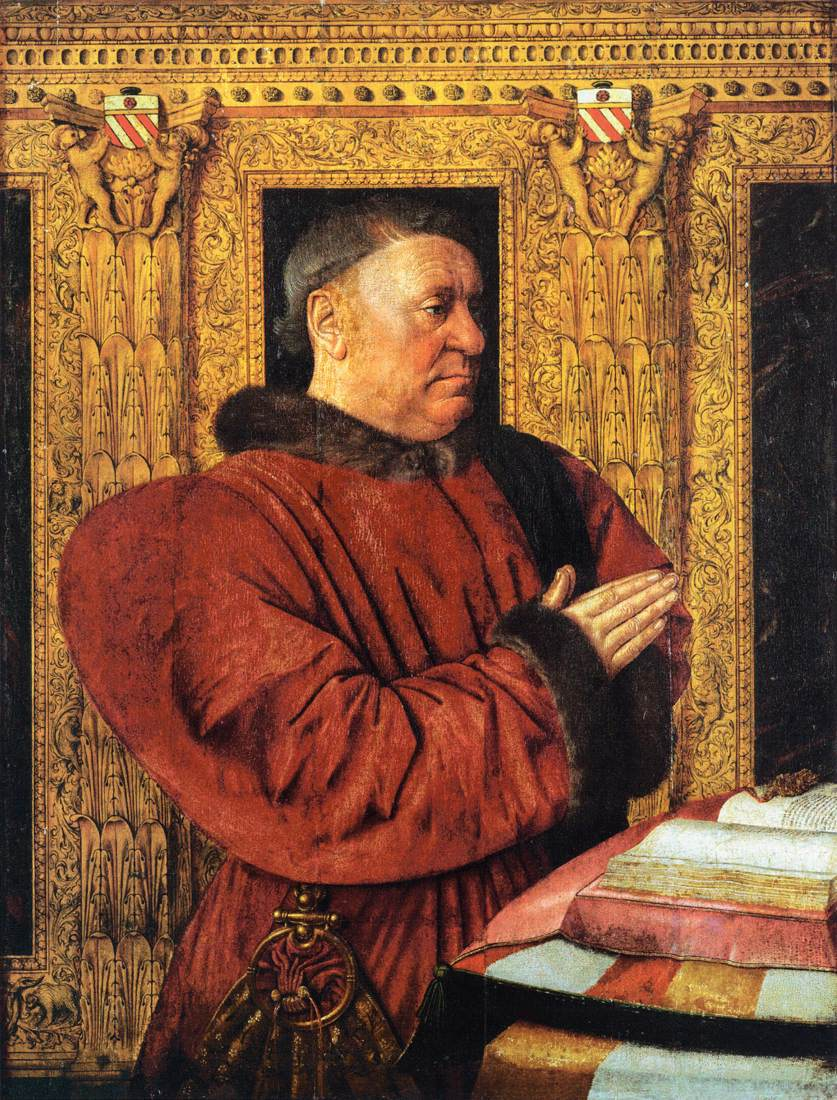
Portret Wilhelma Jouvenel des Ursins, ok. 1455, Luwr
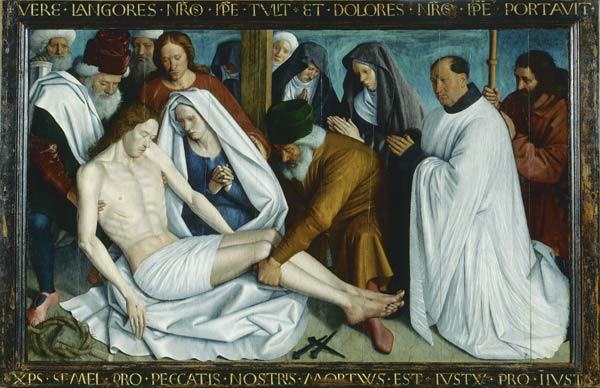
Pietà z Nouans-les-Fontaines, 1470-80